# Paz Encina
Paz Encina (Asunción, 9 de julio de 1971) es una directora de cine y guionista paraguaya, conocida por el largometraje Hamaca paraguaya (2006), galardonado con el premio Fipresci del Festival de Cannes; y "Ejercicios de memoria" (2016).

## Biografía
Nació en Asunción, Paraguay. Entre los años 1992 y 1994 se desempeña como editora en el programa periodístico "El ojo" emitido por Canal 13 de Asunción. Estudió Comunicación en la Universidad Nacional de Asunción. En 1996 empieza su carrera cinematográfica en la Universidad del Cine en Buenos Aires. Recibe el título de Licenciada en Cinematografía en 2004. De 2002 a 2003, da clases de lenguaje audiovisual y de dirección en la Universidad Católica de Asunción y en el Instituto Paraguayo de las Artes y las Ciencias de la Comunicación (IPAC).
En mayo de 2006, estrenó mundialmente "Hamaca paraguaya" en la sección "Una cierta mirada", del Festival de Cannes (Francia), donde mereció el premio Fipresci de la crítica internacional. Otros galardones obtenidos fueron el Premio La Edad de Oro a mejor película en el Festival de Bélgica, Premio de la Crítica en el Festival de Sao Paulo – Brasil, Premio del público en el Goteborg Film Festival, Premio Mejor Película Latinoamericana en el Festival FICCO – México, Premio del público en el Göteborg Film Festival, y el Premio LUIS BUÑUEL a la mejor película Iberoamericana. Esta coproducción de Argentina, Paraguay, Francia, Alemania y Catar, también tuvo nominaciones al Premio Sur 2007 a la mejor ópera prima, así como a tres Premios Cóndor de Plata, en las categorías a mejor película iberoamericana, sonido y fotografía.
En junio de 2010, Encina fue incluida en el libro "Take 100", en que diez directores de festivales seleccionaron cien películas de cien directores emergentes. Ese mismo año, a pedido del Canal Encuentro, realizó los cortometrajes "Río Paraguay / 3 movimientos".
El 10 de diciembre de 2011, en conmemoración del Día de los Derechos Humanos, Encina estrenó su cortometraje "Viento sur", en la Plaza de la Democracia de Asunción, que aborda una historia de la dictadura stronista y fue realizado a pedido de la Fundación Gulbenkian.
En septiembre de 2013, los programadores de 10 festivales de América Latina eligiaron a las diez mejores películas de la región, de los últimos 20 años, e incluyeron a "Hamaca paraguaya" en el octavo lugar, para el Festival de Valdivia.
En febrero de 2015 lanzó en internet su serie de tres cortos "Tristezas de la Lucha", que resume su investigación sobre el Archivo del Terror de la dictadura de Alfredo Stroessner; que incluye "Familiar", "Arribo" y "Tristezas de la Lucha". Ese mismo mes, el Festival de Berlín incluyó a "Hamaca paraguaya" en su sección especial de cine indígena dedicada al cine latinoamericano.
El 19 de marzo de 2015 culminó el rodaje de "Ejercicios de memoria", en la localidad de Empedrado, Corrientes, Argentina; tras dos semanas de grabaciones. La cinta reconstruye la historia del dirigente político paraguayo Agustín Goiburú, desaparecido en el año 1977, en el marco del Operativo Cóndor; a través del relato de sus hijos.
El 1 de mayo de 2016, en la Feria Internacional del Libro de Paraguay, se presentó el libro "La cámara sin ley" de Alejo Magariños sobre la película de Paz Encina, "Hamaca Paraguaya".
El 21 de septiembre de 2016 estrenó su segunda película en la sección Zabaltegi-Tabakalera del 64.º Festival de San Sebastián (España). Luego debutó en la competencia "Nuevos Directores" de la 40.ª Mostra Internacional de Cinema de São Paulo (Brasil), el 22 de octubre. El 25 de noviembres fue parte de la Competencia latinoamericana del 31.º Festival Internacional de Cine de Mar del Plata, Argentina. El 30 de noviembre tuvo una función especial de Paraguay en el mercado de cine Ventana Sur, en Buenos Aires. A fines de noviembre de ese mismo año, "Ejercicios de memoria" conquistó sus dos primeros galardones, ambos en Brasil: el Premio Especial del Jurado, del 7.º Festival Pachamama Cinema de Fronteira, en la Ciudad de Río Branco Estado de Acre; y el Premio de la Crítica en el Brasilia International Film Festival (BIFF). Fue preestrenada en Paraguay, el 27 de octubre de 2016, como película de clausura del 25.º Festival Internacional de Cine, Arte y Cultura, en Cinemas Villamorra. 
Entre el 27 de enero y el 12 de febrero de 2017, Encina realizó una gira por museos de Estados Unidos, presentando su obra. Abarcó el Harvard Film Archive, en Boston, el Berkeley Art Museum, y el Museo de Arte Moderno, el MoMA de Nueva York.
En el 57.º Festival Internacional de Cine de Cartagena de Indias (Ficci), Colombia, ganó como mejor película en la competencia oficial documental, además de mejor directora en esa categoría, en marzo de 2017. En 2017, "Ejercicios de memoria" fue preseleccionada para el premio a la Mejor Película Iberoamericana en la 32.ª edición de los Goya.
En diciembre de 2017, "Ejercicios de memoria" compitió con una nominación a mejor fotografía documental en el 4.º Premio Iberoamericano de cine Fénix. Se exhibió en 32.º Festival Internacional de Cine en Guadalajara, México, en marzo de 2017; 21.º FIDOCS – Festival Internacional de Documentales de Santiago, Chile; y en la Sección Oficial de Documentales en Concurso, del 39.º Festival Internacional del Nuevo Cine Latinoamericano de La Habana, Cuba.
El 12 de marzo de 2018, "Ejercicios de memoria" obtuvo una nominación a mejor película iberoamericana de los 66.os Premios Cóndor de Plata, que entrega la Asociación de Cronistas Cinematográficos de la Argentina (ACCA); así como la nominación a mejor documental para los 5.º Premios Platino del Cine Iberoamericano, según el anuncio del 13 de marzo de 2018.
En este mismo, Encina, quien también realiza instalaciones año realiza su primera muestra individual: EL RÍO DE LA MEMORIA en la FUNDACIÓN TEXO. 8 Instalaciones fueron presentadas. En diciembre presenta nuevas instalaciones relacionadas con su relación con la Comunidad Indígena Totobiegosode en la Fondation Cartier: EL RUGIR (Instalación sonora), TRAÉME AGUA TRAÉME MIEL (Instalación sonora) y LLORO, LLORO (Foto instalación). Al año siguiente realiza por encargo de la Fondation Cartier la instalación EL AROMA DEL VIENTO, presentada en la misma Fondation en julio de 2019. 
En el 2020 realiza su tercer largometraje: VELADORES, un documental basado en archivos epistolares de exiliados de la dictadura de Stroessner, uno de ellos, su padre. Encina convoca a los nietos y son ellos los que leen las cartas de sus abuelos también desde un encierro, esta vez, el de la pandemia, y es a través de una plataforma de encuentro que Encina encuentra un sustento en el dispositivo de registro de la película. Fue estrenada por Facebook life. 
En el 2022 estrena EAMI un híbrido entre ficción y documental, sobre la migración de la comunidad indígena Ayoreo Totobiegosode 
en el Festival de Cine de Róterdam donde gana el TIGER AWARD. En el mismo año gana el galardón a Mejor Directora en el BAFICI. La Película tiene actualmente un amplio recorrido en distintos festivales del mundo.  
También en el 2022 se muda por un año a la ciudad de Boston a raíz de que con el proyecto EL ÚNICO TIEMPO adquiere una beca del Instituto Radcliffe de la Universidad de Harvard para desarrollar un proyecto de guion expandido: Film, Instalaciones y un Libro de trabajo.
En el año 2023 el Museo Nacional Centro de Arte Reina Sofía proyectó su película Eami en su programa regular de estrenos Intervalos.

## Filmografía

### Como directora
- La siesta / Video / 1997
- Los encantos del jazmín / Video / 1998
- Hamaca paraguaya / Cortometraje / 2000
- Supe que estabas triste / Cortometraje / 2000
- Hamaca paraguaya / Largometraje / 2006
- Río Paraguay / Cortometraje / 2010
- Viento Sur / Cortometraje / 2011
- Familiar / Cortometraje / 2014
- Arribo / Cortometraje / 2014
- Tristezas de la lucha / Cortometraje / 2014
- Ejercicios de memoria / Largometraje / 2016
- Veladores / Largometraje / 2020
- Eami / Largometraje / 2022

### Como guionista
- Hamaca Paraguaya (2000)
- Hamaca Paraguaya (2006)
- Supe que estabas triste (2000)
- Río Paraguay / Cortometraje / 2010
- Viento Sur / Cortometraje / 2011
- Familiar / Cortometraje / 2014
- Arribo / Cortometraje / 2014
- Tristezas de la lucha / Cortometraje / 2014[21]
- Ejercicios de memoria / Largometraje / 2016
- Eami / Largometraje / 2022

## Premios y nominaciones
- Segundo premio del Festival de vídeo Arte BA (Buenos Aires) por el vídeo “La siesta” (1997)
- Mención especial en el IV Festival de Internacional de Escuelas de Cine, por el video “Hamaca paraguaya” (2000)
- Premio Génesis a la Mejor Película en Vídeo paraguaya, por “Hamaca paraguaya” (2000)
- Primer premio del IV Salón de los Jóvenes Artistas, que otorga el periódico La Nación de Paraguay, por “Hamaca paraguaya” (2000)
- Premios Génesis al Mejor Sonido y a la Mejor Dirección por el cortometraje de 16mm “Supe que estabas triste” (2001)
- Fipresci - Festival de Cannes (2006)
- Premio Luis Buñuel a la Mejor Película Iberoamericana (2008)[22]
- Premio Especial del Jurado, del 7.º Festival Pachamama Cinema de Fronteira, Brasil, 2016
- Premio de la Crítica en el Brasilia International Film Festival (BIFF), Brasil, 2016
- Competencia latinoamericana del 31° Festival Internacional de Cine de Mar del Plata, Argentina, 2016
- Mejor Película Documental y Mejor Directora en el 57.º Festival Internacional de Cine de Cartagena de Indias (Ficci), Colombia, 2017
- Nominación a mejor fotografía documental en el 4.º Premio Iberoamericano de cine Fénix, México, 2017
- Preseleccionada para la Mejor Película Iberoamericana en la 32.ª edición de los Premios Goya, España 2017
- Nominación a mejor película iberoamericana de los 66.os Premios Cóndor de Plata, Argentina, 2018
- Nominación a mejor documental para los 5.º Premios Platino del Cine Iberoamericano, 2018

## Instalaciones
- Hamaca Paraguaya (2000)
- La Marcha del silencio (2013)
- Los Pyragüe (2013)
- Desaparecidos (2013)
- El Rugir (2018)
- Traéme agua, tráeme miel (2018)
- Lloro, lloro (2018)
- El aroma del viento (2019)